# Tosanoides flavofasciatus
Tosanoides flavofasciatus là một loài cá biển thuộc chi Tosanoides trong họ Cá mú. Loài này được mô tả lần đầu tiên vào năm 1980.

## Từ nguyên
Từ định danh được ghép bởi hai âm tiết trong tiếng Latinh: flavus ("màu vàng") và fasciatus ("có dải"), hàm ý đề cập đến các vệt sọc màu vàng trên cơ thể và vây ở cả hai giới của loài cá này.

## Phân bố
T. flavofasciatus được ghi nhận ở ngoài khơi phía nam Nhật Bản (từ vịnh Sagami và bán đảo Izu đến tỉnh Wakayama), và từ đảo Izu Ōshima đến đảo Chichi-jima (quần đảo Ogasawara); xa hơn ở phía nam, loài này còn được tìm thấy ở sống núi ngầm gần Tonga (tọa độ 22°54.8′N 175°42.2′Đ / 22,9133°N 175,7033°Đ) và Palau.
T. flavofasciatus được tìm thấy trên các rạn đá viền bờ và sống núi đại dương, độ sâu được ghi nhận trong khoảng 33–157 m.

## Mô tả
Chiều dài chuẩn (SL: standard length) lớn nhất được ghi nhận ở T. flavofasciatus là 8,4 cm.
Cá đực: màu hồng với 4 sọc ngang màu vàng kéo dài từ đầu đến thân sau (sọc thứ 4 băng ngang mắt). Có một đốm đỏ ở phía sau rìa trên của nắp mang. Vây lưng, vây hậu môn, vây bụng và thùy dưới của vây đuôi có một dải sọc vàng. Vây ngực trong suốt.
Cá cái: màu đỏ cam, mỗi vảy cá có một đốm vàng (trừ bụng). Một sọc xiên màu vàng từ chóp mõm băng qua mắt đến gốc vây ngực. Vây lưng màu đỏ có các đốm vàng, nửa sau của vây lưng mềm màu vàng nhạt. Vây hậu môn màu hồng có dải vàng gần rìa. Thùy trên của vây đuôi đỏ nhạt, thùy dưới vàng nhạt. Vây bụng màu hồng, có dải vàng. Vây ngực màu hồng, trong mờ.
Số gai ở vây lưng: 10; Số tia vây ở vây lưng: 17; Số gai ở vây hậu môn: 3; Số tia vây ở vây hậu môn: 8; Số tia vây ngực: 13; Số gai ở vây bụng: 1; Số tia vây ở vây bụng: 5; Số vảy đường bên: 31–32.

## Thương mại
T. flavofasciatus là một thành phần trong ngành buôn bán cá cảnh biển. T. flavofasciatus lần đầu tiên được xuất khẩu và rao bán ở Hoa Kỳ vào năm 2021 với mức giá lên đến 10.000 USD một con.